# Neogutierrezia payuniensis
Neogutierrezia payuniensis är en skalbaggsart som beskrevs av Federico Ocampo och Ruiz-manzanos 2010. Neogutierrezia payuniensis ingår i släktet Neogutierrezia och familjen Rutelidae. Inga underarter finns listade i Catalogue of Life.